# تيموثي غراب
تيموثي غراب (بالإنجليزية: Timothy Grubb)‏ هو فارس بريطاني، ولد في 30 مايو 1954 في غرانتهام في المملكة المتحدة، وتوفي في 11 مايو 2010 في باريس في الولايات المتحدة.

## وصلات خارجية
- تيموثي غراب على موقع أوليمبيديا (الإنجليزية)